# Rodzina pszczela
Rodzina pszczela (rój) – zorganizowane zbiorowisko osobników pszczoły miodnej, złożone zwykle z jednej matki, różnej liczby pszczół robotnic oraz trutni. W okresie zimowym liczba robotnic wynosi 10–25 tys., w lecie natomiast, w zależności od rasy pszczół, warunków klimatyczno-przyrodniczych i metody gospodarowania może dochodzić do 60–100 tys. Późną wiosną i latem w rodzinie pszczelej może znajdować się od kilkuset do 2,5 tys. trutni, od przedwiośnia w gnieździe (ulu) znajduje się czerw pszczeli, a w okresie późniejszym także trutowy (czasem larwy mateczne). W ciągu roku rodzina pszczela wychowuje ok. 150 tys. robotnic i do 5 tys. trutni.
W rodzinie pszczelej istnieje ścisły podział pracy i wzajemna zależność między osobnikami, związane z polimorfizmem.